# Ante litteram
L'espressione latina «ante litteram» (letteralmente «prima della lettera», inteso però come «prima della didascalia» per indicare la stampa di prova che veniva fatta prima di incidere la didascalia sulla matrice di rame) si usa per definire opere, personaggi, correnti di pensiero, fenomeni storici e movimenti culturali che precedono, e in qualche modo fanno da precursori, eventi più diffusi e con caratteristiche del tutto simili.